# Alemmainen
Alemmainen är en sjö i kommunen Jockas i landskapet Södra Savolax i Finland. Arean är 34 hektar och strandlinjen är 3,68 kilometer lång. Sjön  ingår i Vuoksens huvudavrinningsområde.   Den ligger omkring 35 kilometer öster om S:t Michel och omkring 230 kilometer nordöst om Helsingfors. 
Alemmainen ligger sydväst om Ylemmäinen. 